# فريرز بوينت (مسيسيبي)
فريرز بوينت (بالإنجليزية: Friars Point, Mississippi)‏ هي بلدة تقع في مقاطعة كواهوما (ميسيسيبي) بولاية مسيسيبي في الولايات المتحدة. تبلغ مساحتها 2.9 (كم²)، وترتفع عن سطح البحر 53 م، بلغ عدد سكانها 1480 نسمة في عام 2000 حسب إحصاء مكتب تعداد الولايات المتحدة وتصل الكثافة السكانية فيها 511.2 نسمة/كم2.

## التركيبة السكانية
حدّد مكتب تعداد الولايات المتحدة بيانات التركيبة السكانية لفريرز بوينت في تعداد الولايات المتحدة. في ما يلي، التركيبة السكانية حسب تعدادي 2000 و2010.

### تعداد عام 2000
بلغ عدد سكان فريرز بوينت 1,480 نسمة بحسب تعداد عام 2000، وبلغ عدد الأسر 476 أسرة وعدد العائلات 349 عائلة مقيمة في البلدة. في حين سجلت الكثافة السكانية 508.6 نسمة لكل كيلومتر مربع (1,317.3/ميل2). وبلغ عدد الوحدات السكنية 508 وحدة بمتوسط كثافة قدره 174.6 لكل كيلومتر مربع (452.2/ميل2).
وتوزع التركيب العرقي للبلدة بنسبة 5.95% من البيض و93.85% من الأمريكيين الأفارقة و0.07% من سكان جزر المحيط الهادئ و0.14% من عرقين مختلطين أو أكثر و1.28% من الهسبانيون أو اللاتينيون من أي عرق.
بلغ عدد الأسر 476 أسرة كانت نسبة 54.4% منها لديها أطفال تحت سن الثامنة عشر تعيش معهم، وبلغت نسبة الأزواج القاطنين مع بعضهم البعض 27.3% من أصل المجموع الكلي للأسر، ونسبة 39.9% من الأسر كان لديها معيلات من الإناث دون وجود شريك،  بينما كانت نسبة 6.1% من الأسر لديها معيلون من الذكور دون وجود شريكة وكانت نسبة 26.7% من غير العائلات. تألفت نسبة 24.6% من أصل جميع الأسر من عدة أفراد يعيشون في نفس المنزل ونسبة 12% كانت تتألف من شخص يعيش بمفرده يبلغ من العمر 65 عاماً أو أكثر. وبلغ متوسط حجم الأسرة المعيشية 3.11، أما متوسط حجم العائلات فبلغ 3.68.
بلغ العمر الوسطي للسكان 24.6 عاماً. وكانت نسبة 38.7% من القاطنين تحت سن الثامنة عشر، وكانت نسبة 11.9% بين الثامنة عشر والرابعة والعشرين عاماً، ونسبة 24.9% كانت واقعةً في الفئة العمرية ما بين الخامسة والعشرين والرابعة والأربعين عاماً، ونسبة 15.3% كانت ما بين الخامسة والأربعين والرابعة والستين، ونسبة 9.1% كانت ضمن فئة الخامسة والستين عاماً فما فوق. يوجد لكل 100 أنثى 79.6 ذكر، ويوجد لكل 100 أنثى في الثامنة عشر من عمرها فما فوق 68.9 ذكر.
بلغ متوسط دخل الأسرة في البلدة 17,750 دولارًا، أما متوسط دخل العائلة فبلغ 19,500 دولارًا. وكان متوسط دخل الذكور 22,386 دولارًا مقابل 16,898 دولارًا للإناث. وسجل دخل الفرد الخاص بالبلدة 10,769 دولارًا. وكانت نسبة 38.1% من العائلات ونسبة 44% من السكان تحت خط الفقر، وكان من هؤلاء نسبة 53.5% تحت سن الثامنة عشر ونسبة 27.1% في الخامسة والستين من العمر وما فوق.

### تعداد عام 2010
بلغ عدد سكان فريرز بوينت 1,200 نسمة بحسب تعداد عام 2010، وبلغ عدد الأسر 407 أسرة وعدد العائلات 300 عائلة مقيمة في البلدة. في حين سجلت الكثافة السكانية 412.4 نسمة لكل كيلومتر مربع (1,068.1/ميل2). وبلغ عدد الوحدات السكنية 467 وحدة بمتوسط كثافة قدره 160.5 لكل كيلومتر مربع (415.7/ميل2).
وتوزع التركيب العرقي للبلدة بنسبة 4.58% من البيض و94.42% من الأمريكيين الأفارقة و0.25% من الأعراق الأخرى و0.75% من عرقين مختلطين أو أكثر و0.83% من الهسبانيون أو اللاتينيون من أي عرق.
بلغ عدد الأسر 407 أسرة كانت نسبة 48.9% منها لديها أطفال تحت سن الثامنة عشر تعيش معهم، وبلغت نسبة الأزواج القاطنين مع بعضهم البعض 25.6% من أصل المجموع الكلي للأسر، ونسبة 42% من الأسر كان لديها معيلات من الإناث دون وجود شريك،  بينما كانت نسبة 6.1% من الأسر لديها معيلون من الذكور دون وجود شريكة وكانت نسبة 26.3% من غير العائلات. تألفت نسبة 23.6% من أصل جميع الأسر من عدة أفراد يعيشون في نفس المنزل ونسبة 8.1% كانت تتألف من شخص يعيش بمفرده يبلغ من العمر 65 عاماً أو أكثر. وبلغ متوسط حجم الأسرة المعيشية 2.95، أما متوسط حجم العائلات فبلغ 3.51.
بلغ العمر الوسطي للسكان 28.7 عاماً. وكانت نسبة 33.4% من القاطنين تحت سن الثامنة عشر، وكانت نسبة 12.8% بين الثامنة عشر والرابعة والعشرين عاماً، ونسبة 23% كانت واقعةً في الفئة العمرية ما بين الخامسة والعشرين والرابعة والأربعين عاماً، ونسبة 21.8% كانت ما بين الخامسة والأربعين والرابعة والستين، ونسبة 9% كانت ضمن فئة الخامسة والستين عاماً فما فوق. وتوزع التركيب الجنسي للسكان بنسبة 46% ذكور و54% إناث.

## أعلام
- كونواي تويتي

## وصلات خارجية
- The US50 - Cities and Towns in Mississippi State
- Mississippi Cities and Towns, Facts, Map, Flag, Colleges, Government, and More